# Azamia biplagiata
Azamia biplagiata är en insektsart som beskrevs av Bolívar, I. 1906. Azamia biplagiata ingår i släktet Azamia och familjen vårtbitare. Inga underarter finns listade i Catalogue of Life.